# Борисов Родіон Володимирович
Родіо́н Володи́мирович Бори́сов (8 (20) квітня 1899 , Ізмаїл, Бессарабська губернія  — невідомо ) — радянський державний діяч, заступник директора, директор Ізмаїльського рибного заводу Ізмаїльської області. Депутат Верховної Ради УРСР 1–2-го скликань (1941–1951).  Член Бюджетної комісії Верховної Ради УРСР 1-го скликання.

## Біографія
Народився 8 (20) квітня 1899 року в місті Ізмаїл, тепер Одеська область, Україна в родині рибака. З 14 років працював рибаком у господарів-рибопромисловців, був вантажником в Ізмаїльському порту.
З 1940 року, після приєднання Бессарабії до Радянського Союзу, працював бригадиром, а з кінця 1940 року — начальником коптильного цеху Ізмаїльського рибного заводу Ізмаїльської області.
Під час німецько-радянської війни був евакуйований у місто Уфа в Башкирській АРСР. Очолював рибне господарство Проектно-вишукувального управління Головпромбуду НКВС СРСР у Башкирській АРСР.
З 1944 року — заступник директора Ізмаїльського рибного заводу.
Член ВКП(б) з червня 1946 року.
З 1947 року працював директором Ізмаїльського рибного заводу Ізмаїльської області.

## Нагороди
- орден «Знак Пошани» (23.01.1948)
- ордени
- медалі